# Горня-Пилица
Горня-Пилица (серб. Горња Пилица, босн. Gornja Pilica) — населённый пункт (деревня) в общине Зворник, который принадлежит энтитету Республике Сербской, Босния и Герцеговина. По результатам югославской переписи населения 1991 года в Горня-Пилице проживало 1104 человека.

## Население
В населении деревни значительный перевес имеют сербы. На момент переписей 1948 и 1953 годов Горня-Пилица была отдельной общиной.
| 1948                           | 1953 | 1961 | 1971 | 1981 | 1991 | - |
| ------------------------------ | ---- | ---- | ---- | ---- | ---- | - |
| 4104                           | 5956 | 1684 | 1234 | 1206 | 1104 | - |
| Гистограмма динамики населения |      |      |      |      |      |   |

### Национальный состав населения
На 1971 год:
- сербы — 1226 человек (99,35 %);
- хорваты — 0 человек;
- боснийцы — 5 человек (0,4 %);
- югославы — 0 человек;
- прочие — 3 человека (0,24 %).

На 1981 год:
- сербы — 1205 человек (99,92 %);
- хорваты — 0 человек;
- боснийцы — 0 человек;
- югославы — 0 человек;
- прочие — 1 человек (0,08 %).

На 1991 год:
- сербы — 1096 человек (99,27 %);
- хорваты — 3 человека (0,27 %);
- боснийцы — 0 человек;
- югославы — 0 человек;
- прочие — 5 человек (0,45 %).